# 大村孟
大村 孟（おおむら はじめ、1991年12月21日 - ）は、福岡県鞍手郡小竹町出身の元プロ野球選手（捕手）。右投左打。

## 経歴

### プロ入り前
東筑高では、4番を打って3年夏は県大会ベスト8。
高校卒業後は、国立の福岡教育大学に進学し福岡六大学リーグに加盟している硬式野球部に入部。1年次から公式戦に出場し、4年次の2013年春季は打率.385をマーク。チームから唯一、ベストナインに選出された。プロ志望届を提出するも、2013年のプロ野球ドラフト会議で指名は無かった。
大学卒業後は、社会人野球の九州三菱自動車に入団。販売店の営業マンとして勤務しながら、正捕手としてプレーする。しかし、在籍していた2014年と2015年は、都市対抗野球と日本選手権ともに九州地区予選で敗退し、2大大会本戦出場は果たせなかった。ドラフト対象となった2015年のプロ野球ドラフト会議でも指名漏れとなった。在籍時のチームメイトには、有吉優樹、寺岡寛治、谷川昌希らがいる。
野球に集中できる環境で勝負するために、トライアウトを経て2015年11月にベースボール・チャレンジ・リーグの石川ミリオンスターズに入団する。
2016年は、67試合に出場しシーズンを通して正捕手として活躍した。
2016年10月20日、プロ野球ドラフト会議において東京ヤクルトスワローズから育成選手ドラフト1位で指名を受け、入団した。背番号は120。チームメイトの、安江嘉純は育成1位で千葉ロッテマリーンズへ、坂本一将は育成4位でオリックス・バファローズへそれぞれ入団した。

### ヤクルト時代
2017年は、ファームでは主に一塁手や指名打者で出場し打率.268を記録するも支配下登録はならなかった。
2018年は、オープン戦で結果を残し3月20日に支配下登録された。背番号は59。4月5日の対広島東洋カープ戦の6回裏、代打で初出場。四球を選び、そのまま一塁の守備についた。なお、バッティンググローブは旧背番号120がついたものをつけていた。
2019年は、7月2日の広島戦でプロ初本塁打・初打点を記録した。
2020年と2021年は一軍出場がなく、2021年11月4日に球団より戦力外通告を受けた。

### 現役引退後
戦力外通告の際に球団から裏方への転身を打診され承諾。2022年シーズンより球団職員とブルペン捕手を兼務する。
2025年からは二軍マネージャーに配置転換される。

## プレースタイル・人物
最大の武器は、遠投115mと二塁送球1.8秒を記録する肩の強さ。
2016年に石川ミリオンスターズで監督を務めた渡辺正人は、捕手として勉強熱心で学習能力が高いと評した。

## 詳細情報

### 年度別打撃成績
| 年 度     | 球 団     | 試 合 | 打 席 | 打 数 | 得 点 | 安 打 | 二 塁 打 | 三 塁 打 | 本 塁 打 | 塁 打 | 打 点 | 盗 塁 | 盗 塁 死 | 犠 打 | 犠 飛 | 四 球 | 敬 遠 | 死 球 | 三 振 | 併 殺 打 | 打 率 | 出 塁 率 | 長 打 率 | O P S |
| --------- | --------- | ----- | ----- | ----- | ----- | ----- | -------- | -------- | -------- | ----- | ----- | ----- | -------- | ----- | ----- | ----- | ----- | ----- | ----- | -------- | ----- | -------- | -------- | ----- |
| 2018      | ヤクルト  | 9     | 10    | 8     | 1     | 1     | 1        | 0        | 0        | 2     | 0     | 0     | 0        | 0     | 0     | 2     | 0     | 0     | 4     | 0        | .125  | .300     | .250     | .550  |
| 2019      | ヤクルト  | 5     | 5     | 5     | 1     | 1     | 0        | 0        | 1        | 4     | 1     | 0     | 0        | 0     | 0     | 0     | 0     | 0     | 0     | 0        | .200  | .200     | .800     | 1.000 |
| 通算：2年 | 通算：2年 | 14    | 15    | 13    | 2     | 2     | 1        | 0        | 1        | 6     | 1     | 0     | 0        | 0     | 0     | 2     | 0     | 0     | 4     | 0        | .154  | .267     | .462     | .729  |

- 2021年度シーズン終了時

### 年度別守備成績
| 年 度 | 球 団    | 捕手  | 捕手  | 捕手  | 捕手  | 捕手  | 捕手     | 捕手  | 捕手     | 捕手     | 捕手     | 捕手     | 一塁  | 一塁  | 一塁  | 一塁  | 一塁  | 一塁     |
| 年 度 | 球 団    | 試 合 | 刺 殺 | 補 殺 | 失 策 | 併 殺 | 守 備 率 | 捕 逸 | 企 図 数 | 許 盗 塁 | 盗 塁 刺 | 阻 止 率 | 試 合 | 刺 殺 | 補 殺 | 失 策 | 併 殺 | 守 備 率 |
| ----- | -------- | ----- | ----- | ----- | ----- | ----- | -------- | ----- | -------- | -------- | -------- | -------- | ----- | ----- | ----- | ----- | ----- | -------- |
| 2018  | ヤクルト | 2     | 1     | 1     | 0     | 0     | 1.000    | 0     | 0        | 0        | 0        | ----     | 1     | 3     | 0     | 0     | 0     | 1.000    |
| 通算  | 通算     | 2     | 1     | 1     | 0     | 0     | 1.000    | 0     | 0        | 0        | 0        | ----     | 1     | 3     | 0     | 0     | 0     | 1.000    |

- 2021年度シーズン終了時

### 記録

#### NPB
初記録
- 初出場：2018年4月5日、対広島東洋カープ3回戦（明治神宮野球場）、6回裏に館山昌平の代打で出場
- 初打席：同上、6回裏に岡田明丈から四球
- 初安打：2018年4月12日、対中日ドラゴンズ3回戦（ナゴヤドーム）、佐藤優から左越二塁打
- 初本塁打・初打点：2019年7月2日、対広島東洋カープ12回戦（MAZDA Zoom-Zoom スタジアム広島）、9回表に島内颯太郎から右越ソロ

### 独立リーグでの打撃成績
| 年 度 | 球 団 | 試 合 | 打 数 | 得 点 | 安 打 | 二 塁 打 | 三 塁 打 | 本 塁 打 | 打 点 | 盗 塁 | 犠 打 | 犠 飛 | 四 球 | 死 球 | 三 振 | 打 率 |
| ----- | ----- | ----- | ----- | ----- | ----- | -------- | -------- | -------- | ----- | ----- | ----- | ----- | ----- | ----- | ----- | ----- |
| 2016  | 石川  | 67    | 234   | 26    | 67    | 10       | 0        | 2        | 33    | 0     | 5     | 1     | 21    | 2     | 35    | .286  |

### 背番号
- 22（2016年）
- 120（2017年 - 2018年3月19日）
- 59（2018年3月20日 - 2021年）
- 101（2022年 - 2024年）

### 登場曲
- 「Never Give Up」Sia（2018年 - 2019年）
- 「RAIN MAKER」Theme of: Kazuchika Okada オカダ・カズチカ のテーマ（2020年 - ）